# Brian Ulrich
Brian Ulrich (* 1971 in Northport, New York) ist ein US-amerikanischer Fotograf. Er unterrichtet am Art Institute of Chicago.

## Leben und Wirken
In seinen Arbeiten untersucht er die Eigentümlichkeiten der Konsumgesellschaft. Zusammen mit seinen Studienkollegen, Matt Siber und Jon Gitelson, arbeitet er in einer losen Künstlergruppe namens „Chicagraphy“. Er arbeitet stark mit neuen Medien und bezieht das World Wide Web und Blogs in seine Projekte mit ein.
2001 begann Ulrich nach der Aufforderung der Bush-Regierung, durch erhöhten Konsum die nationale Wirtschaft zu stärken, ein Projekt, um die Konsumkultur in den USA zu dokumentieren. Copia, ist eine Serie von großen Fotografien von einkaufenden Menschen, Supermärkten und Waren.
Ulrichs Arbeit ist unter anderem in den Museen Museum of Contemporary Art San Diego; Museum of Fine Arts, Houston; Art Institute of Chicago; and Museum of Contemporary Photography, Chicago vertreten. 2009 bekam er ein Guggenheim-Stipendium.
Er lebt in Chicago.

## Ausstellungen (Auswahl)
Einzelausstellungen:
- Thrift and Dark Stores, Julie Saul Gallery, New York, NY (2009)
- Copia, Nerman Museum of Contemporary Art, Overland Park, KS (2008)
- Thrift, Quality Pictures, Portland, OR (2008)
- Copia, Julie Saul Gallery, New York, NY (2007)
- Thrift, Rhona Hoffman Gallery, Chicago, IL (December 1, 2006–2007)
- Copia, Museum of Contemporary Art, San Diego (2006–2007)
- Copia, Robert Koch Gallery, San Francisco (2006)
- 12 × 12: Shoppers, Museum of Contemporary Art, Chicago (2005)

Gruppenausstellungen:
- Dystopia, Robert Koch Gallery, San Francisco, CA (2009)
- Made in Chicago, Photographs from the LaSalle Bank Collection:, Chicago Cultural Center, Chicago, IL (2008)
- World's Away: New Suburban Landscapes, Walker Art Center, Minneapolis, MN & Carnegie Museum of Art, Pittsburgh, PA (2008)
- Presumed Innocence: Photographic Perspectives of Children, DeCordova Museum, Lincoln, MA, (2008)
- Chicagraphy, Galerie f5,6, Munich, Germany (2007)
- Art Basel Miami Beach, Rhona Hoffman Gallery, (2006, 2007)
- MP3, Kelli Connell, Justin Newhall, and Brian Ulrich, Museum of Contemporary Photography, Chicago, (2006)
- Photocentric, Minnesota Center for Photography, Minneapolis, MN (2005)
- On the Scene, Art Institute of Chicago, Chicago, IL (2005)
- Contemporary American Photography/Internationalen Fototage Mannheim, Cologne (2005)
- Manufactured Self, Museum of Contemporary Photography, Chicago, IL (2005)